# Kyrksæterøra
Kyrksæterøra – miejscowość w Norwegii w regionie Trøndelag, ośrodek administracyjny gminy Heim. Według danych na rok 2021 miasto zamieszkiwało 2526 osób, a gęstość zaludnienia wyniosła 1099 os./km².

## Klimat
Średnia temperatura wynosi 0 °C. Najcieplejszym miesiącem jest lipiec (13 °C), a najzimniejszym luty (–10 °C).